# یارکو هنتولا
یارکو هنتولا (فنلاندی: Jarkko Hentula؛ زادهٔ ۱۹۷۰ میلادی) تهیه‌کننده فیلم و تهیه‌کننده تلویزیونی اهل فنلاند است.
از فیلم‌هایی که وی در آن‌ها نقش داشته‌است، می‌توان به در مهتاب اشاره نمود.